# Еміль Ож'є
Еміль Ож'є (повне ім'я — Гійом-Віктор-Еміль Ож'є, фр. Guillaume-Victor-Emile Augier; 17 вересня 1820 — 25 жовтня 1889) — французький драматург.

## Біографія
Онук романіста і драматурга Піго-Лебрена. Син адвоката, Ож'є також деякий час вивчав юриспруденцію. Античному світу він присвятив в 1844 році комедію у віршах «Цикута» (Ciguë), написану під безпосереднім враженням від трагедії Понсара, яка тільки що з'явилася, але незабаром перейшов до висвітлення подій сучасного життя. У численних комедіях Ож'є наведені живі, влучно схоплені з натури картини французького суспільства часів липневої монархії і другий імперії. Ож'є симпатизує буржуазії, її смакам та ідеалам і може бути названий представником так званої школи здорового глузду (école du bon sens).
Літературну славу Ож'є зміцнили комедії «Авантюристка» (Aventurière) (1848) і «Габріелла» (Gabrielle) (1849), написані звучними, красивими віршами. В останній п'єсі, відзначеної монтіонівською премією (видається за чеснота), автор повстає проти незаконної любові і злочинних захоплень пристрастю. В пізніших п'єсах Ож'є «Les Effrontés», «Син Жібуайе» (Le Fils du Giboyer), і «La Contagion» спокійне викриття комедії моралі переходить в різку суспільну сатиру. Автор повстає проти повені всіх професій ділками найнижчого розряду. В особливо чорному вигляді представлена була преса і духовенство, що викликало сильні протести у пресі. Луї Вëйо (Louis Veuillot), католицький монархіст, відповів памфлетом: «Le Fond du Giboyer», Віктор Лапрад надрукував сатиру «Chasse aux Vaincus», що викликала в свою чергу заперечення з боку Ож'є. З «Maître Guérin» Ож'є повертається до комедії моралі. До цього роду належать також «Lions et Renards», «Jean Pommeray», «Мадам Каверлі» (Madame Caverlet) (де розбирається питання про розлучення) і «Будинок Фуршамбо» (Les Fourchambault).
З інших комедій Ож'є особливо відомі «Зять пана Пуарье» (Gendre de Mr. Poirier) (написана в 1854 році у співпраці з Сандо). Ож'є належить також водевіль з життя Латинського кварталу, «L'habit vert» (1849), написаний у співпраці з Альфредом де Мюссе, і пятиактная драма «Діана» (1852), сюжет якої навіяний трагедією В. Гюго «Маріон де Лорм». У 1876 році Ож'є почав повне видання своїх п'єс; в ньому передруковані також передмови, в яких Ож'є представляє драматурга як вчителя моральності, якому дозволено, зважаючи на його повчальною мети, оголювати всі приховані виразки суспільного життя. Ожьє обраний в члени французької академії в 1857 році він займає велике місце у французькому театрі XIX ст., Поряд з А. Дюма-сином, з яким має багато спільного (сюжети п'єс, соціальні тенденції); але Дюма більш тонко розумів психологію сучасності. Ож'є зупиняється швидше на поверхні і бачить типові умови життя, а не вплив їх на особистість, по-різному реагує на одні і ті ж обставини. Успіх Ожье пояснюється більш за все тим, що він виразник буржуазних ідеалів середини століття у Франції і зумів втілити нескладну мораль в традиційний вірш. Технічна сторона п'єс Ожье викриває в ньому знавця сцени, п'єси його виглядають з цікавістю, діалог не так блискучий і дотепний, як у Дюма, але строго витриманий. Вірш його іноді прозаїчний і не чужий ремісничого проходження встановленим зразкам. У літературному відношенні головна заслуга Ожье в тому, що він створив кілька живих типів — Giboyer, Maître Guérin, Mr. Poirier. Зібрання творів Ожьє («Théâtre complet») видано в Парижі (1876-1878).